# Martín Campaña
Martín Campaña (Maldonado, 29 de maio de 1989) é um ex-futebolista uruguaio que atuava como goleiro.

## Carreira
Campaña fez parte do elenco da Seleção Uruguaia de Futebol da Olimpíadas de 2012.

## Títulos
Independiente
- Copa Sul-Americana: 2017
- Copa Suruga Bank: 2018